# 알프레드 루이스 베일

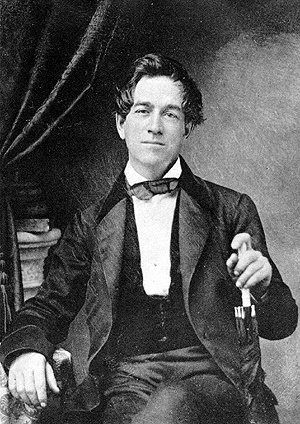

알프레드 루이스 베일(Alfred Lewis Vail, 1807년 9월 25일 ~ 1859년 1월 18일)은 미국의 기계공학자이자 발명가였다. 새뮤얼 모스와 함께 베일은 1837년부터 1844년까지 미국 전보를 개발하고 상업화하는 데 중심이 되었다.
베일과 모스는 워싱턴 D.C.와 볼티모어 사이의 모스의 첫 번째 실험 회선에서 처음으로 두 명의 전신 운영자였으며 베일은 1845년에서 1848년 사이에 여러 초기 전신 회선을 구축하고 관리하는 일을 담당했다. 그는 또한 모스 시스템의 여러 기술 혁신을 담당했다. 특히 송신 키와 개선된 녹음 레지스터 및 릴레이 자석이 그러하다. 베일은 모스 회선의 관리자들이 자신의 공헌을 충분히 평가하지 않는다고 믿었기 때문에 1848년에 전신 업계를 떠났다.